# (130089) Saadatanwar
(130089) Saadatanwar est un astéroïde de la ceinture principale.

## Description
(130089) Saadatanwar est un astéroïde de la ceinture principale. Il fut découvert le 4 décembre 1999 aux monts Santa Catalina par le programme CSS. Il présente une orbite caractérisée par un demi-grand axe de 2,71 UA, une excentricité de 0,25 et une inclinaison de 11,8° par rapport à l'écliptique.
Il est nommé d'après un contributeur de la mission OSIRIS-REx dont l'objet est l'étude de l'astéroïde (101955) Bénou.